# Liponeura osmanica
Liponeura osmanica är en tvåvingeart som beskrevs av Koc och Peter Zwick 2006. Liponeura osmanica ingår i släktet Liponeura och familjen Blephariceridae.
Artens utbredningsområde är Turkiet. Inga underarter finns listade i Catalogue of Life.